# Albatros světlehřbetý
Albatros světlehřbetý (Phoebetria palpebrata) je malý druh albatrosa z rodu Phoebetria s cirkumpolárním rozšířením v Jižním oceánu a jižních částech Indického, Atlantského a Tichého oceánu. Jeho opeření je převážně hnědých barev se světlým hřbetem, což mu přineslo i druhové jméno.

## Systematika
Druh popsal již v roce 1785 Johann Reinhold Forster. Jedná se o jednoho ze dvou zástupců rodu Phoebetria; tím dalším je albatros hnědý (Phoebetria fusca). Druhové jméno palpebrata pochází z latinského palpebra, čili „oční víčko“

## Výskyt a početnost
Albatros světlehřbetý se vyskytuje v Jižním oceánu a jižních částech Indického, Atlantského a Tichého oceánu, typicky jižně do 35° j. š, výjimečně však až k 12° j. š. V letních měsících jeho areál výskytu zasahuje až do oblastí souvislejší pokrývky moře ledovými krami (tzv. pack ice). Naopak v zimním období může zalétávat až do subtropických a dokonce i tropických moří. Hnízdí na celé řadě malých ostrůvků napříč svým areálem výskytu, ke který patří Jižní Georgie, Aucklandovy ostrovy, Campbellovy ostrovy, Ostrovy Protinožců, Nový Amsterdam, Ostrov svatého Pavla, Crozetovy ostrovy, Kergueleny, Heardův ostrov, ostrov Macquarie a Ostrovy prince Edvarda.
Celková populace se odhaduje na 19–24 tisíc hnízdních párů, což představuje asi 58 tisíc dospělců neboli 87 tisíc všech jedinců.

## Popis

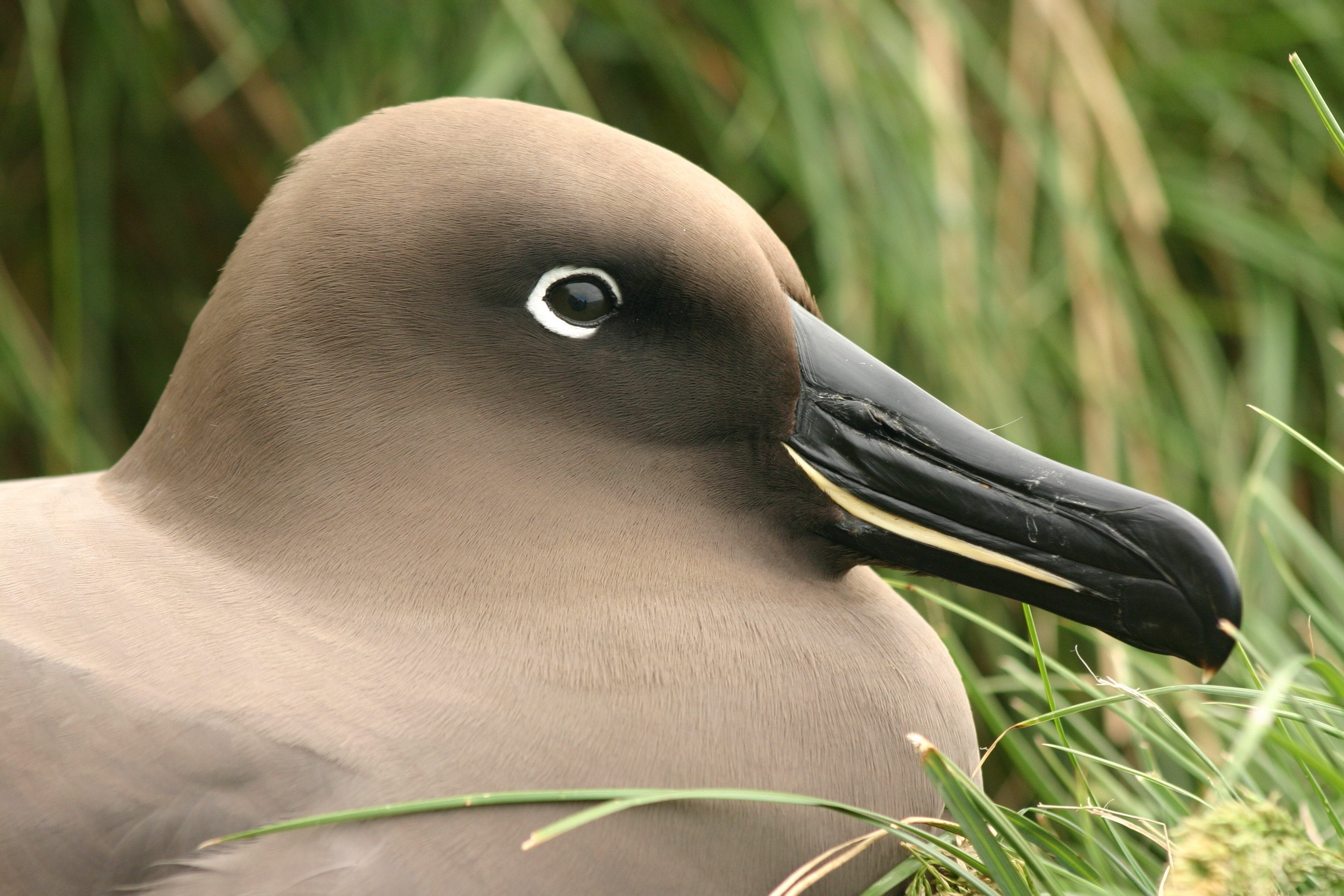
Detail hlavy s patrnou světlou linkou podél spodní čelisti

Jedná se o statného mořské ptáka, který však vzhledem k velké velikosti ostatních albatrosovitých představuje jeden z menších druhů albatrosů. Dosahuje délky těla kolem 80 cm a váhy 2 kg. Dospělci mají hnědou hlavu, hrdlo a křídla. Zadní část těla od šíje přes hřbet po kostřec je šedě popelavá, což dalo albatrosu jeho druhové jméno. Podobně světle zbarvená je i spodina. Zobák je tenký, černý s modrou linkou podél spodní čelisti. Nohy jsou světle šedorůžové. Nedospělí jedinci mají šedý oční kroužek a žlutošedou linku podél spodní čelisti.

## Biologie
Živí se převážně hlavonožci, rybami a krilem, občas sebere i mršinu včetně menších druhů mořských ptáků. Potravu sbírá z hladiny moře, a sice buďto vrháním se do vody za letu nebo sbíráním potravy při posedu na vodě. U potravních zdrojů se občas sdružuje do menších hejn.

### Hnízdění

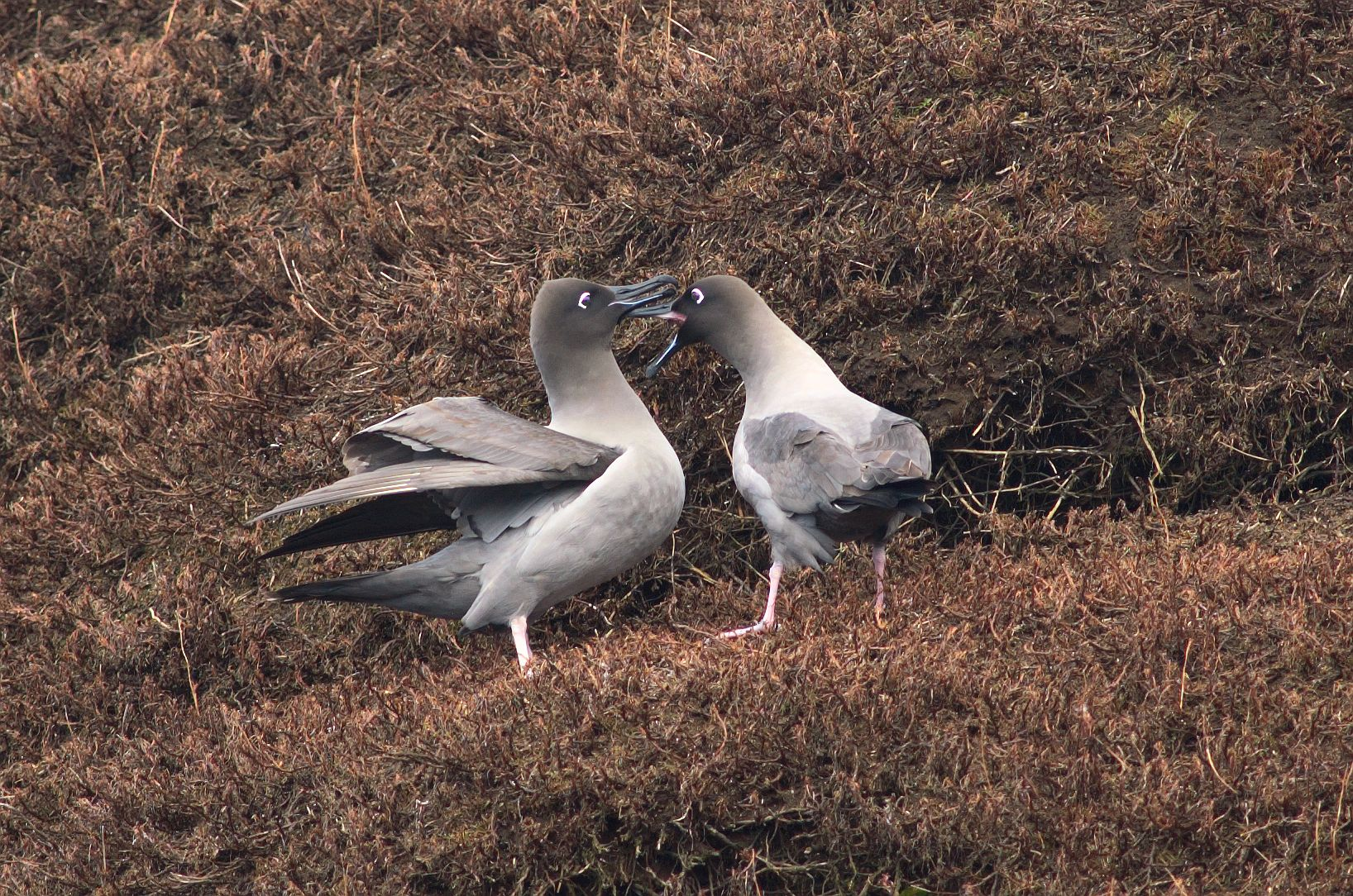
Pár během námluv

V případě úspěšného vyvedení mláděte dochází k zahnízdění pouze jednou za dva roky. Hnízdní jednotlivě nebo v menších koloniích o 3–4 párech při okrajích útesů. V závislosti na lokaci přilétá albatros světlehřbetý na své hnízdiště od půlky září do poloviny října. Ke kladení vajec dochází někdy na přelomu října a listopadu. Podobně jako u ostatních druhů albatrosů, i u albatrosa světlehřbetého dochází během námluv ke komplexním námlouvacím tancům, které slouží k udržování současných i formování nových párů u dosud nezadaných jedinců. Pár občas přelétává nad kolonií i nad mořem ve společných impozantních letech, během kterých jsou oba partneři jen několik centimetrů od sebe.

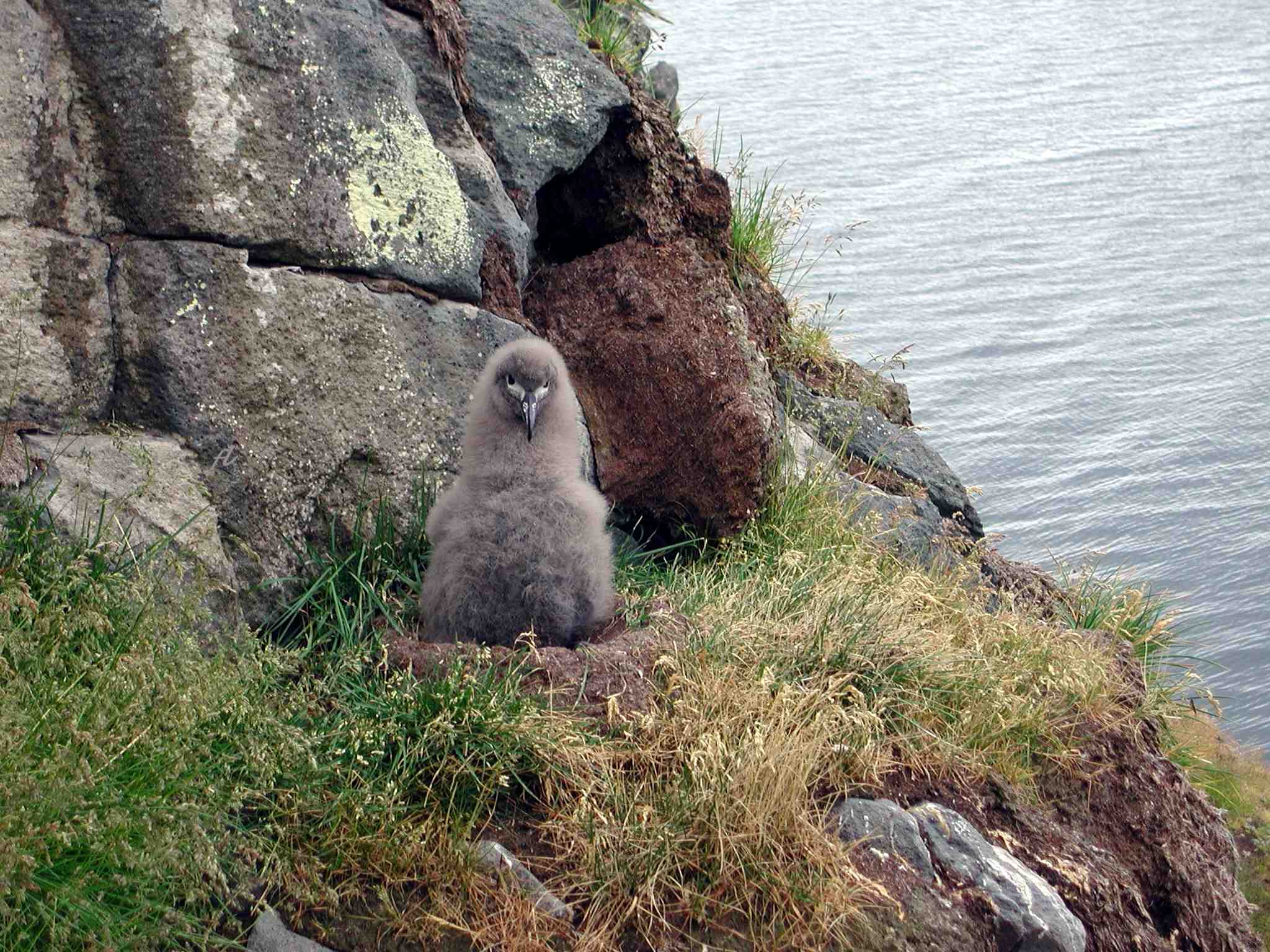
Mládě na hnízdě

Samice klade vždy jen jedno velké bílé vejce s červenohnědými skvrnkami na širším konci. Vejce mívá rozměr kolem 106×65 mm a váží 233 g. Vejce jsou kladena do mělkého důlku na vrcholku nevelkého kopečku z hlíny a rostlinného materiálu. Inkubují oba partneři po dobu kolem 67 dní. Inkubační směny jsou zpočátku 12–17 dní dlouhé, načež se postupně zkracují. Mládě je po vyklubání 19 dnů zahříváno jedním z partnerů, kteří se na hnízdě střídají, tentokrát ve 2–4 denních směnách. K výletu z hnízda dochází ve věku kolem 140 dní. Mláďata dospívají na moři a poprvé se vrací do své natální kolonie několik let před prvním zahnízděním, ke kterému dochází v průměru až ve 12 letech. Dožívá se více než 30 let.

## Ohrožení
Mezinárodní svaz ochrany přírody hodnotí tento druh albatrosa jako téměř ohrožený. Populace druhu mírně, avšak trvale klesá následkem interakcí albatrosů s komerčními rybáři, zejména s rybáři lovícími na dlouhou lovnou šňůru, kde dochází k nechtěným úmrtím albatrosů. Místní hrozby hnízdních kolonií představují i invazivní druhy predátorů. Např. na Aucklandově ostrově to jsou zdivočelá prasata, která patrně občas predují na mláďatech albatrosů světlehřbetých. Na Kerguelenech to jsou zase zdivočelé kočky a na ostrově Marion myši domácí.